# André-Jacques Marie
André-Jacques Marie (Cap-d'Ail, 14 ottobre 1925) è un ex ostacolista francese, campione europeo dei 110 metri ostacoli a Bruxelles nel 1950.

## Palmarès
| Anno | Manifestazione  | Sede      | Evento   | Risultato  | Prestazione | Note |
| ---- | --------------- | --------- | -------- | ---------- | ----------- | ---- |
| 1948 | Giochi olimpici | Londra    | 110 m hs | Semifinale | dnf         |      |
| 1950 | Europei         | Bruxelles | 110 m hs | Oro        | 14"6        |      |